# Sanibal Orahovac
Sanibal Orahovac (né le 12 décembre 1978 à Podgorica) est un footballeur monténégrin jouant actuellement au Pakhtakor Tachkent dans le championnat national ouzbek depuis 2012.